# Formiguer bicolor
El formiguer bicolor (Gymnopithys bicolor) és un ocell de la família dels tamnofílids (Thamnophilidae). Habita des d'Hondures, cap al sud, per Panamà, l'oest de Colòmbia i l'Equador. Habita el bosc a zones baixes subtropicals o tropicals.